# Kreis Wismar
De Kreis Wismar was een Kreis in de Bezirk Rostock in de Duitse Democratische Republiek van 1952 tot en met 1994.

## Geschiedenis
De Kreis ontstond na de opheffing van de deelstaten op 25 juli 1952 uit een deel van de Landkreis Wismar en behoorde tot de nieuw gevormde Bezirk Rostock. Het noordelijke deel van de landkreis werd daarbij overgeheveld aan de nieuw ontstane Kreis Bad Doberan, delen van het zuidoostelijke gebied gingen over in de nieuwe  Kreis Sternberg en kleinere gedeelten in het westen uit de Landkreis Grevesmühlen werden bij de nieuwe kreis gevoegd. De Kreis Wismar werd op 3 oktober 1990 bij de hereniging van Duitsland onderdeel van de nieuwe gevormde deelstaat Mecklenburg-Voor-Pommeren. Op 12 juni 1994 werd de kreis, die sinds 17 mei 1990 als landkreis werd aangeduid, opgeheven en vormde samen met de eveneens opgeheven landkreisen Grevesmühlen en Gadebusch alsmede delen van de voormalige landkreisen Schwerin en Sternberg de tegenwoordig nog bestaande Landkreis Nordwestmecklenburg.

## Steden en gemeenten
De Landkreis Wismar had op 3 oktober 1990 30 gemeenten, waaronder 1 stad:
| - Babst - Bad Kleinen - Barnekow - Beidendorf - Benz - Blowatz - Bobitz - Boiensdorf - Dorf Mecklenburg - Gägelow | - Glasin - Groß Krankow - Groß Stieten - Hagebök - Hohen Viecheln - Gramkow - Hornstorf - Krassow - Krusenhagen - Lübberstorf | - Lübow - Metelsdorf - Neuburg-Steinhausen - Neukloster, stad - Passee - Insel Poel - Schimm - Zierow - Zurow - Züsow |